# Gino Gerola
Gino Gerola (Terragnolo, 3 novembre 1923 – Rovereto, 23 luglio 2006) è stato un poeta e scrittore italiano, che all'inizio della sua carriera fece parte del gruppo degli ermetici e fu grande amico di Eugenio Montale e di Mario Luzi.

## Biografia
Gino Gerola nacque a Terragnolo, in provincia di Trento, il 3 novembre 1923 da una umile famiglia contadina. Iniziò gli studi nel collegio religioso di Camposampiero (Padova) per poi proseguirli presso l'Istituto Magistrale "Fabio Filzi" di Rovereto.
Negli anni successivi insegnò come maestro in varie scuole elementari della Vallagarina, lavorando allo stesso tempo in campagna per mantenersi agli studi presso l'Università di Torino, dove si laureò in "Lettere" discutendo una tesi sul poeta Dino Campana (che sarà poi pubblicata da Sansoni nel 1955).
Iniziò ad interessarsi alla vita politica, oltre che culturale, del suo territorio e nell'immediato dopoguerra ricoprì la carica di sindaco di Terragnolo.
Nel 1950 si trasferì a Firenze insieme a Rita Cappelletti, sua amica dai tempi della scuola elementare, che sposò nel 1952. A Firenze insegnò letteratura alle scuole superiori fino al 1982, anno della pensione, e divenne uno dei protagonisti della vita culturale della città. Frequentando il salotto letterario del Caffè Paszkowki di Piazza della Repubblica entrò in contatto e divenne amico dei grandi scrittori che vi gravitavano attorno, come Italo Calvino, Franco Fortini, Eugenio Montale, Giuseppe Ungaretti. Inoltre si unì al gruppo degli "ermetici fiorentini" Mario Luzi, Oreste Macrì, Piero Bigongiari e Alessandro Parronchi.
Nel 1958 fondò la rivista letteraria "Quartiere", della quale fu direttore responsabile fino al 1967, anno della chiusura, rendendola una delle riviste più attive e significative di quei dieci anni.
Fu anche redattore della rivista romana "Stagione" e collaborò a numerosi quotidiani e periodici, da Il Nuovo Corriere di Romano Bilenchi, a Letteratura di Alessandro Bonsanti, da La Fiera Letteraria a Il Ponte di Enzo Enriques Agnoletti, da Il Contemporaneo a La Chimera di Vallecchi.
Dal 1979 al 1988 ricoprì le cariche di segretario regionale per la Toscana e consigliere nazionale del "Sindacato Nazionale Scrittori" (S.N.S.).
Nel 1989 lasciò Firenze e tornò in Trentino, risiedendo alternativamente a Rovereto e Folgaria. Continuò la sua attività di scrittore e iniziò a promuovere la cultura della montagna, attraverso varie pubblicazioni e le collaborazioni con i quotidiani l'Adige, Alto Adige e con la rivista Questotrentino.
Gino Gerola morì all'Ospedale di Rovereto, per complicanze a seguito di una caduta, il 23 luglio 2006, all'età di 82 anni.
Alla sua morte donò, con disposizione testamentaria, i suoi manoscritti, la sua quadreria e la sua biblioteca ai Comuni di Terragnolo e di Folgaria. Attualmente il lascito, indicato come "Archivio Gerola", è conservato presso la Biblioteca Civica di Rovereto, che ha ricevuto quanto in esso contenuto in comodato d'uso gratuito dalle amministrazioni comunali beneficiarie.

## Produzione letteraria
L'esordio di Gino Gerola avvenne nel 1946 con la raccolta in versi "Poeti al ciclostyle", pubblicata a Rovereto, che comprendeva componimenti suoi e di altri quattro suoi amici trentini, Giuseppe Galvagni, Talieno Manfrini, Silvestro Mongioj e Giuseppe Zucchelli.
Nel 1953 Gerola dette alle stampe la sua prima raccolta di poesie "Tempo d'avvento". Benché frequentasse l'ambiente ermetico, e lo condividesse, nella raccolta ci sono i primi sintomi di una volontà di rinnovamento che lo spinse in seguito a smettere di inseguire l'ortodossia ermetica e a cercare una via personale, in cui una severa ricerca stilistica convivesse con un impegno civile altrettanto rigoroso. In questa sua scelta non fu secondaria l'influenza che aveva su di lui l'amico Mario Luzi.
Nel 1955 fu pubblicata la sua tesi di laurea su Dino Campana.
Nel 1958 uscì una seconda raccolta, "La città insonne", seguita dal poemetto "La Valle" (dedicato alla sua Valle di Terragnolo, 1962). In questi due volumi Gerola incrementò la dimensione narrativa dei testi e introdusse i temi della contrapposizione tra città e campagna-montagna e della riscoperta delle radici, destinati a diventare il cardine di tutta la sua produzione letteraria successiva.
Nel 1964 decise di smettere di scrivere versi e passò alla narrativa. Era convinto che la prosa, più della poesia, lo avrebbe aiutato a rendere con fedeltà l'intimo significato delle "storie" che voleva scrivere, soprattutto quelle sulla dignità, le fatiche e le privazioni della gente della sua montagna.
Fra gli anni sessanta e ottanta Gerola pubblicò i romanzi "La mandra" (1973), "Il castello dalle bicocche" (1980) e "Il vespario" (1984), i racconti storici de "Le masnade. Saga delle Vallate Trentine" (1986) e quelli contemporanei de "La casara di Bisorte" (1988) fino a "Le stagioni dei Bortolini" (1990), felice intreccio tra autobiografia e invenzione. Nel 1987 uscì l'interessante saggio "Un editore e sette fiorentini", che racconta la frequentazione letteraria fiorentina di Gerola ed espone i tratti salienti della sua poetica.
Nel 1996 i suoi scritti critici sono stati raccolti nel volume "Lungostrada". Così come tutte le sue opere poetiche, compreso il poemetto "La Valle", sono state raccolte nel volume "La Valle e periferia" (2001), pubblicato anche in lingua spagnola grazie alla traduzione di Carmelo Vera Saura. La sua ultima opera, "La calandra", fu pubblicata nel 2003, ma Gerola continuò a scrivere fino alla fine dei suoi giorni, tanto che nel suo lascito ereditario sono compresi alcuni inediti.

## Opere
- Poeti al cyclostile (insieme a Galvagni, Manfrini, Mongioj e Zuccheli), Pentagono, Rovereto 1946.
- Tempo d'avvento, Quaderni dell'Arlecchino, Firenze, 1953.
- Dino Campana, Sansoni, Firenze, 1955.
- La città insonne, Portodimare, Milano, 1958.
- La Valle, Quartiere, Firenze, 1962, (ristampa anastatica Questotrentino, 1983).
- La Mandra, Vallecchi, Firenze, 1973.
- Il Tabernacolo delle sette vedove, Magnifica Comunità di folgaria, Folgaria, 1978.
- Il Castello dalle bicocche, Francisci, Padova, 1980.
- Il Vespario, Cappelli, Bologna, 1984.
- Le Masnade-Saga delle Vallate Trentine, Cappelli, Bologna, 1986, (raccoglie insieme ad altri inediti, Il castello dalle bicocche e Il tabernacolo delle sette vedove).
- Un editore e sette fiorentini, R.T.E., Firenze, 1987.
- La casara di Bisorte, Cappelli, Bologna, 1988.
- Le stagioni dei Bortolini, Gardolo, Trento, 1990.
- Profili dall'altopiano, storie e personaggi di Folgaria, Programma, Padova, 1993.
- Lungostrada, Longo, Rovereto 1996.
- I sentieri e le chimere, Longo, Rovereto, 1999.
- La valle e periferia (1943-1995), Osiride, Rovereto, 2001 (antologia di testi poetici delle precedenti raccolte, con inediti).
- La Calandra, Osiride, Rovereto, 2003.